# فرانك براونلي
فرانك براونلي (بالإنجليزية: Frank Brownlee)‏ مواليد 11 أكتوبر 1874 في دالاس، الولايات المتحدة - الوفاة 10 فبراير 1948 في لوس أنجلوس، هو ممثل أمريكي بدأ مسيرته الفنية سنة 1911. ظهر في قرابة 114 فلما. من أعماله حزم مشاكلك. امتدت مسيرته الفنية لأكثر من 32 عاما.

## روابط خارجية
- فرانك براونلي على موقع IMDb (الإنجليزية)
- فرانك براونلي على موقع أول موفي (الإنجليزية)
- فرانك براونلي على موقع قاعدة بيانات برودواي على الإنترنت (الإنجليزية)
- فرانك براونلي على موقع قاعدة بيانات برودواي على الإنترنت (الإنجليزية)
- فرانك براونلي على موقع قاعدة بيانات الأفلام السويدية (السويدية)
- فرانك براونلي على موقع قاعدة بيانات الفيلم (الإنجليزية)